# Brancsikia aeroplana
Brancsikia aeroplana är en bönsyrseart som beskrevs av Lamberton 1911. Brancsikia aeroplana ingår i släktet Brancsikia och familjen Mantidae. Inga underarter finns listade i Catalogue of Life.